# Tigridia van-houttei
Tigridia van-houttei är en irisväxtart som först beskrevs av John Gilbert Baker, och fick sitt nu gällande namn av Mario Adolfo Espejo Serna och López-ferr. Tigridia van-houttei ingår i släktet Tigridia och familjen irisväxter.

## Underarter
Arten delas in i följande underarter:
- T. v. roldanii
- T. v. van-houttei